# Coordonnées trilinéaires

Les coordonnées trilinéaires d'un point intérieur sont ici données par les distances a', b', c' ; les coordonnées trilinéaires sont alors pour toute constante k strictement positive.

En géométrie, les coordonnées trilinéaires d'un point relativement à un triangle donné, notées (x : y : z) sont, à une constante multiplicative strictement positive près, les distances algébriques relativement aux côtés (étendus) du triangle.
Pour un triangle ABC, le rapport x / y est le rapport des distances algébriques du point aux côtés (BC) et (AC) respectivement et ainsi de suite par permutation sur A, B, C.
Le signe d'une coordonnée trilinéaire indique si le point est intérieur au triangle par rapport à un côté : par exemple, la coordonnée x est positive s'il se trouve du même côté que A par rapport à la droite (BC). Il est ainsi impossible que les trois coordonnées trilinéaires soient négatives.

## Détermination des coordonnées trilinéaires
L'aire algébrique d'un triangle XYZ est {\displaystyle S_{XYZ}={\frac {1}{2}}\det \left({\overrightarrow {XY}},{\overrightarrow {XZ}}\right)}, positive si XYZ est direct, négative sinon. Or {\displaystyle S_{XYZ}={\frac {1}{2}}YZ\times h} où h est la distance algébrique de X à la droite (YZ) orientée de Y vers Z. Pour un triangle ABC de sens direct et de côtés de longueur BC = a, AC = b, AB = c, les coordonnées trilinéaires d'un point M sont donc :
{\displaystyle \left({\frac {\det({\overrightarrow {MB}},{\overrightarrow {MC}})}{a}}:{\frac {\det({\overrightarrow {MC}},{\overrightarrow {MA}})}{b}}:{\frac {\det({\overrightarrow {MA}},{\overrightarrow {MB}})}{c}}\right)}
ou 
{\displaystyle \left({\frac {S_{MBC}}{a}}:{\frac {S_{MCA}}{b}}:{\frac {S_{MAB}}{c}}\right)}.
Le triplet {\displaystyle (S_{MBC},S_{MCA},S_{MAB})} étant un triplet de coordonnées barycentriques de M, on en déduit que si M a pour coordonnées trilinéaires (x : y : z), il a pour coordonnées barycentriques (ax , by , cz).

## Propriétés
Pour un triangle ABC donné et un point défini par ses coordonnées trilinéaires {\displaystyle M(x:y:z)}, on a
- le point de coordonnées trilinéaires {\displaystyle M^{*}(yz:zx:xy)} est le conjugué isogonal de M*.
- l'intersection de la cévienne partant de A et passant par M a pour coordonnées trilinéaires {\displaystyle A_{M}=AM\cap BC=(0:y:z)}; de façon similaire, les deux autres sommets du triangle cévien ont pour coordonnées trilinéaires {\displaystyle B_{M}=BM\cap CA=(x:0:z)} et {\displaystyle C_{M}=CM\cap AB=(x:y:0)}
- le triangle formé par les points de coordonnées trilinéaires respectives {\displaystyle (-x:y:z),(x:-y:z),(x:y:-z)} est le triangle anticévien de ABC par rapport à M.

## Exemples
Voici les coordonnées trilinéaires de quelques points remarquables du triangle :
- {\displaystyle A(1:0:0)}
- {\displaystyle B(0:1:0)}
- {\displaystyle C(0:0:1)}
- milieu de {\displaystyle [BC]\,(0:ac:ab)}
- milieu de {\displaystyle [CA]\,(bc:0:ba)}
- milieu de {\displaystyle [AB]\,(cb:ca:0)}
- centre du cercle inscrit {\displaystyle I(1:1:1)}
- centre de gravité {\displaystyle G(bc:ca:ab){\text{ ou }}(1/a:1/b:1/c){\text{ ou }}(1/\sin {\widehat {A}}:1/\sin {\widehat {B}}:1/\sin {\widehat {C}})}
- centre du cercle circonscrit {\displaystyle O(\cos {\widehat {A}}:\cos {\widehat {B}}:\cos {\widehat {C}})}
- orthocentre {\displaystyle H(1/\cos {\widehat {A}}:1/\cos {\widehat {B}}:1/\cos {\widehat {C}}){\text{ ou }}(\cos {\widehat {B}}\cos {\widehat {C}}:\cos {\widehat {C}}\cos {\widehat {A}}:\cos {\widehat {A}}\cos {\widehat {B}})}
- centre du cercle d'Euler {\displaystyle \Omega (\cos({\widehat {B}}-{\widehat {C}}):\cos({\widehat {C}}-{\widehat {A}}):\cos({\widehat {A}}-{\widehat {B}}))}
- point de Lemoine {\displaystyle K(a:b:c){\text{ ou }}(\sin {\widehat {A}}:\sin {\widehat {B}}:\sin {\widehat {C}}).}

On trouvera dans l'encyclopédie des centres de triangle (ETC)  les coordonnées trilinéaires de milliers de points remarquables du triangle.

## Équation de droite à partir de coordonnées trilinéaires
Pour un point de coordonnées trilinéaires (x : y : z), l'équation 
{\displaystyle x\alpha +y\beta +c\gamma =0}
est l'équation d'une droite, appelée droite centrale liée au point considéré.
Pour deux points de coordonnées trilinéaires (x : y : z) et (x' : y' : z'), l'équation de la droite passant par ces deux points est donnée par :
{\displaystyle \left|{\begin{matrix}x&y&z\\x'&y'&z'\\\alpha &\beta &\gamma \end{matrix}}\right|=0}